# William Talman
William Whitney Talman, Jr. (4 februarie 1915 - 30 august 1968) a fost un actor american de film și televiziune.

## Filmografie
| An         | Film                        | Rol                                                       | Note                              |
| ---------- | --------------------------- | --------------------------------------------------------- | --------------------------------- |
| 1949       | Red, Hot and Blue           | Bunny Harris                                              |                                   |
| 1949       | The Woman on Pier 13        | Bailey, younger henchman                                  |                                   |
| 1950       | The Kid From Texas          | Minninger                                                 |                                   |
| 1950       | Armored Car Robbery         | Dave Purvis Martin Bell                                   |                                   |
| 1951       | The Racket                  | Ofițer Bob Johnson                                        |                                   |
| 1952       | One Minute to Zero          | Col. Joe Parker                                           |                                   |
| 1953       | The Hitch-Hiker             | Emmett Myers                                              |                                   |
| 1953       | City That Never Sleeps      | Hayes Stewart                                             |                                   |
| 1954       | Lux Video Theatre           | Brad Ringer                                               | Pick of the Litter                |
| 1955       | Big House U.S.A.            | William 'Machine Gun' Mason                               |                                   |
| 1955       | Four Star Playhouse         | Eddie                                                     | Eddie's Place                     |
| 1955       | Crashout                    | Luther Remsen alias Swanee Rawlins aka Reverend Remington |                                   |
| 1955       | Smoke Signal                | Capt. Harper                                              |                                   |
| 1955       | Cavalcade of America        | Wes Hardin                                                | The Texas Rangers                 |
| 1955       | Two-Gun Lady                | Marshal Dan Corbin                                        |                                   |
| 1955       | TV Reader's Digest          |                                                           | Old Master Detective              |
| 1955       | Science Fiction Theatre     | Norman Conway                                             | The Water Maker                   |
| 1955       | The Ford Television Theatre | Jock McLain                                               | South of Selangor                 |
| 1956       | Screen Director's Playhouse | Barney                                                    | Number Five Checked Out           |
| 1956       | Uranium Boom                | Grady Mathews                                             |                                   |
| 1956       | The Man is Armed            | Hackett                                                   |                                   |
| 1956       | Telephone Time              | Lew Reese                                                 | Scio, Ohio                        |
| 1956       | Telephone Time              | Role necunoscut                                           | The Sergeant Boyd Story           |
| 1956       | I've Lived Before           |                                                           | Scenarist                         |
| 1956       | Climax!                     |                                                           | The Louella Parsons Story         |
| 1956       | Climax!                     | Joe MacKenzie                                             | Sit Down with Death               |
| 1956       | Climax!                     | Stan                                                      | Dark Wall                         |
| 1957       | Joe Dakota                  |                                                           | writer                            |
| 1957       | The Persuader               | Matt Bonham Mark Bonham                                   |                                   |
| 1957       | Hell on Devil's island      | Bayard                                                    |                                   |
| 1957       | Trackdown                   | Blaine Sand                                               | Like Father                       |
| 1957– 1966 | Perry Mason                 | Hamilton Burger                                           | 208 episoade                      |
| 1958       | Climax!                     | Gene                                                      | Scream in Silence                 |
| 1958       | Tombstone Territory         | Logan Beatty                                              | The Return of the Outlaw          |
| 1958       | Wagon Train                 | Walt Archer                                               | The Sarah Drummond Story          |
| 1958       | Alcoa Theatre               | Lt. Herman Brule                                          | Disappearance                     |
| 1958       | Cimmaron City               | Mr. Conway                                                | To Become a Man                   |
| 1960       | Have Gun – Will Travel      | George Jondill                                            | The Shooting of Jessie May        |
| 1961       | Have Gun – Will Travel      | Sheriff                                                   | Long Way Home                     |
| 1963       | Stump the Stars             | Rolul său                                                 | 8 iulie 1963                      |
| 1963       | Gunsmoke                    | Race Fallon                                               | Legends Don't Sleep               |
| 1966       | The Wild Wild West          | Sheriff                                                   | The Night of the Man-Eating House |
| 1967       | The Virginian               |                                                           | writer A Welcoming Town           |
| 1967       | The Ballad of Josie         | District Attorney Charlie Lord                            |                                   |
| 1967       | The Invaders                | Colonel Frank Griffith                                    | Quantity: Unknown                 |